# Vilhelms Purvītis
Vilhelms Purvītis  (Zaube, Rigai Kormányzóság, Livónia, 1872. március 3. – Bad Nauheim, Hessen, 1945. január 14.) lett tájképfestő.

## Élete
1886-ban a Vicebszki területre költöztek. Purvītis Jaunpilsben és a verhnyedvinszki kerületi iskolában tanult rajzolni. 1890-ben ösztöndíjjal Szentpétervárra utazott, ahol festményeit látva felvették a Cári Művészeti Akadémiára. Purvītis tanulmányozta a régi mestereket (Claude Lorrain,  a 19. századi európai (barbizoni iskola, düsseldorfi iskola) és orosz festők műveit. 1895–1897-ben Arhip Ivanovics Kuindzsi tanítványa volt. Aranyéremmel kitüntetett festménnyel fejezte be az Akadémiát.
Európai tanulmányútra indult, festményei sikert arattak Párizsban, Lyonban és különböző német városokban. Tagja volt a Mir Iszkussztva csoportnak, elküldte képeit a szentpétervári tavaszi kiállításokra. A német Die Kunst és a brit The Studio művészeti folyóiratokban megjelentek festményeinek reprodukciói.
1899-ben végleg visszatért Rigába, neve egyre ismertebbé vált. Az 1905-ös orosz forradalom idején nyilvánosan szakított a nacionalista érzelmű lett értelmiségiekkel. 1906-tól Tallinnba vonult vissza, és a német iskolában tanított. 1909-ben visszatért Rigába, ahol kinevezték a Képzőművészeti Iskola igazgatójává. 1915-ben a front közeledtére Szentpétervárra költöztették az iskolát. 1917-ben Norvégiában, a lillehammeri szanatóriumban gyógyíttatta magát. 1919-ben a Lett Nemzeti Művészeti Múzeum, valamint az újonnan alapított Lett Művészeti Akadémia igazgatójává nevezték ki. 1940-ben a német megszálláskor elveszítette állását. 1942-ben Rigában rendezte utolsó egyéni kiállítását. 1944-ben végleg elhagyta Rigát, Danzigon keresztül eljutott Bad Nauheimbe, és ott hunyt el 1945-ben.
Purvītis elsősorban a lett tájakat festette meg, pályája kezdetén gyakori témája volt a korai tavasz és a hó. Későbbi festményein az impresszionizmus, szecesszió, posztimpresszionizmus és az expresszionizmus hatása érzékelhető. Sok képe elveszett az oroszországi polgárháború alatt, ezeket újra megfestette a 20-as években emlékezetből és reprodukciók alapján. 1944-ben a légitámadások  alatt több ezer festménye megsemmisült Jelgavában.

## Képek

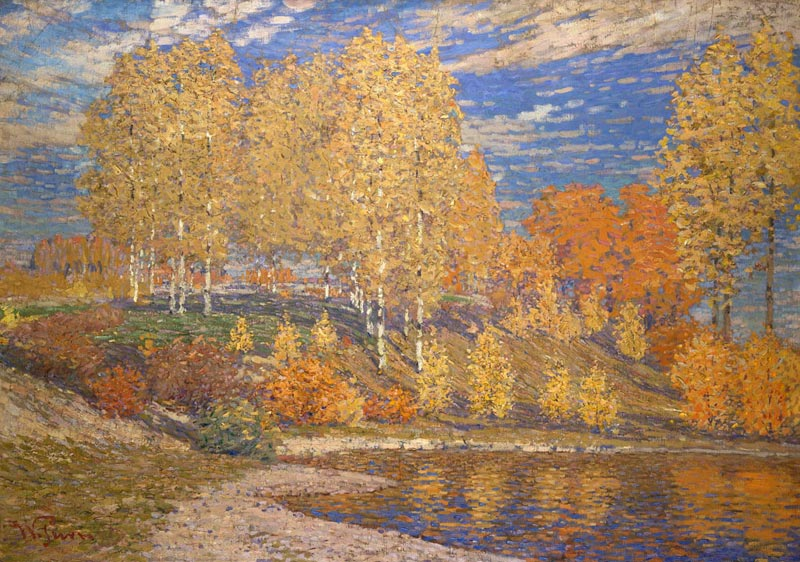
Tavaszi napfény
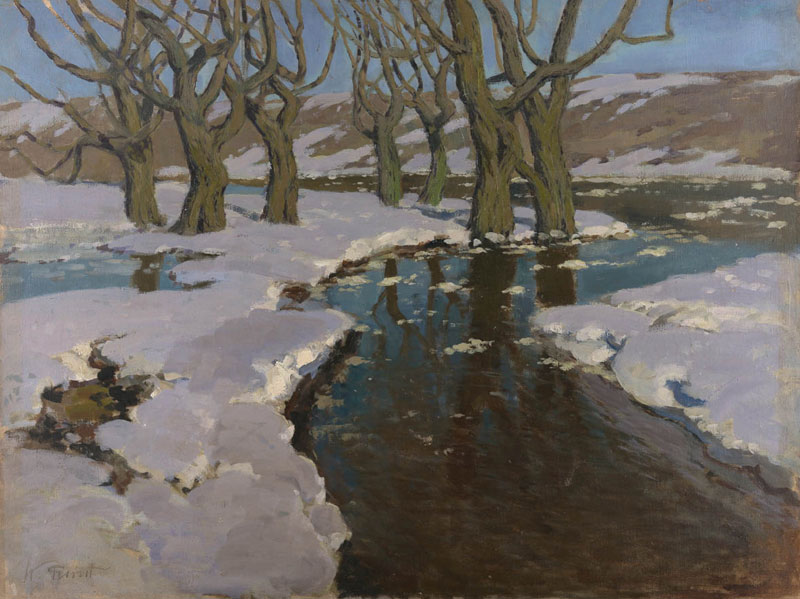
Kora tavasz
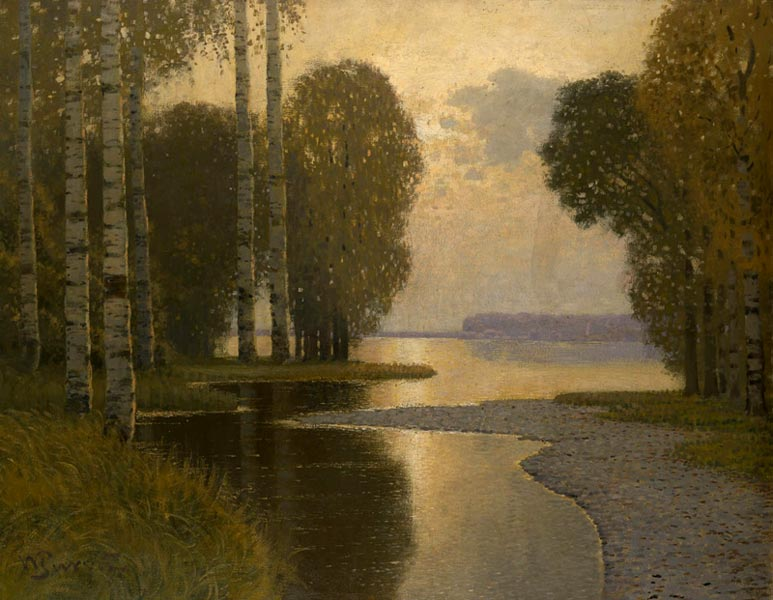
Táj nyírfákkal
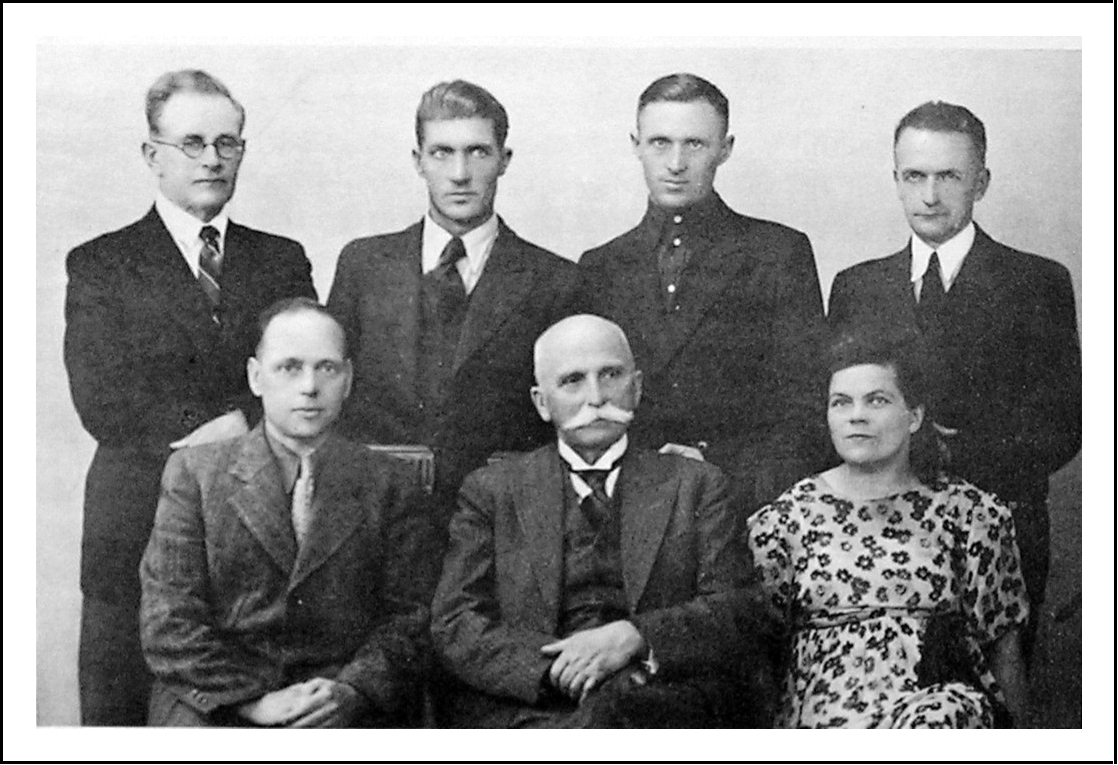
A Lett Művészeti Akadémián tanítványai körében (1942)

## Fordítás
- Ez a szócikk részben vagy egészben  a   Vilhelms Purvītis című német Wikipédia-szócikk ezen változatának fordításán alapul.  Az eredeti cikk szerkesztőit annak laptörténete sorolja fel. Ez a jelzés csupán a megfogalmazás eredetét és a szerzői jogokat jelzi, nem szolgál a cikkben szereplő információk forrásmegjelöléseként.